# Nova América da Colina
Nova América da Colina este un oraș în Paraná (PR), Brazilia.